# Satam al-Suqami
Satam al-Suqami (arabe : سطام السقامي), né le 28 juin 1976 à Riyad en Arabie saoudite et mort le 11 septembre 2001 à Manhattan aux États-Unis, est un membre d'Al-Qaïda et l'un des pirates de l'air du vol 11 American Airlines, qui a été détourné et s'est écrasé dans la première tour du World Trade Center dans le cadre des attentats du 11 septembre 2001.

## Attentats du 11 septembre 2001
Le 11 septembre, il embarqua à bord du vol 11 American Airlines et s'assit en siège 10B. 
Le passeport qu'il possédait sur lui pour ce faire, d'abord annoncé comme étant celui de Mohammed Atta, fut trouvé par terre le 11 septembre 2001 dans une rue de Lower Manhattan proche de Vesey Street,. Cette information avait alors suscité le doute, voire l'ironie.

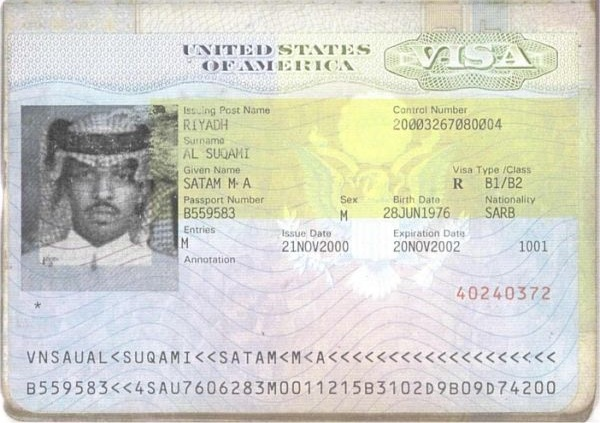
Passeport de Satam al-Suqami